# Adolf Grotenfelt
Adolf Grotenfelt, född 5 maj 1828 i Åbo, död 29 december 1892 i Helsingfors, var en finländsk ämbetsman.
Grotenfelt blev student 1842, filosofie magister 1847 och juris kandidat 1852. Han ägnade sig åt den juridiska tjänstemannabanan och sysselsatte sig därunder särskilt med fängelseväsendet. Han blev 1867 inspektör för fängelserna och 1881 t.f. samt 1888 ordinarie överdirektör för den då inrättade Fångvårdsstyrelsen. Under tiden hade han 1867 blivit assessor och 1870 hovrättsråd i Viborgs hovrätt. Vid Köpenhamns universitets 400-års-fest (1879) promoverades han till juris doktor. Han inlade betydande förtjänster om det finländska fängelseväsendets ombildning efter nyare och humanare principer.

## Fotnoter
1. 1 2  Uppslagsverket Finland, Svenska folkskolans vänner, Uppslagsverket Finland-ID: GrotenfeltAdolfUppslagsverketFinland.[källa från Wikidata]